# Seznam narodnih herojev Jugoslavije (družbene organizacije)
Seznam družbene organizacije, ki so prejele odlikovanje narodnega heroja Jugoslavije.

## Seznam
- Zveza komunistične mladine Jugoslavije (SKOJ)
- Okrožni komite SKOJ za Drvar
- Zveza združenj borcev narodnoosvobodilne vojne (SUBNOR)
- Združenje španskih borcev Jugoslavije